# Bromus
Pour les articles homonymes, voir Brome (homonymie).
Tribu
Genre
Bromus (les bromes) est un genre de plantes monocotylédones de la famille des Poaceae, originaire d'Eurasie. Ce genre est rattaché à la sous-famille des Pooideae et à la tribu des Bromeae (dont c'est l'unique genre). 
Ce sont des plantes herbacées, annuelles ou vivaces, assez communes dans les régions tempérées. Le genre Bromus comprend une cinquantaine d'espèces dont certaines sont cultivées comme plantes fourragères. L'une d'elles, Bromus mango était cultivée comme céréale panifiable par les Indiens Araucans du Chili jusqu'au milieu du XIXe siècle avant d'être remplacée par les céréales européennes.
Le nom générique Bromus dérive d'un mot grec, bromos, qui désignait l'avoine.

## Caractéristiques générales
Les bromes ont une inflorescence en panicule plus ou moins lâche ou contractée, formée d'épillets assez grands contenant de nombreuses fleurs (jusqu'à 20). Les espèces de ce genre sont caractérisées par la présence d'un appendice pubescent à l'extrémité de l'ovaire. Cet appendice persiste au sommet du caryopse (graine des graminées) sous forme d'une petite touffe de poils visible à l'œil nu.

## Principales espèces
- Bromus alopecuros Poir.
- Bromus angrenicus Drobow
- Bromus anomalus Rupr. ex E. Fourn.
- Bromus araucanus Phil.
- Bromus arenarius Labill.
- Bromus arizonicus (Shear) Stebbins
- Bromus arvensis L., le brome des champs
- Bromus auleticus Trin. ex Nees
- Bromus barcensis Simonk.
- Bromus berteroanus Colla
- Bromus biebersteinii Roem. & Schult.
- Bromus brachyanthera Döll
- Bromus brachystachys Hornung
- Bromus briziformis Fisch. & C. A. Mey.
- Bromus bromoideus (Lej.) Crép., le brome des Ardennes
- Bromus canadensis Michx.
- Bromus cappadocicus Boiss. & Balansa
- Bromus carinatus Hook. & Arn.
- Bromus catharticus Vahl
- Bromus ciliatus L.
- Bromus coloratus Steud.
- Bromus commutatus Schrad.
- Bromus danthoniae Trin.
- Bromus diandrus Roth
- Bromus erectus Huds., le brome dressé
- Bromus fasciculatus C. Presl
- Bromus frondosus (Shear) Wooton & Standl.
- Bromus gracillimus Bunge
- Bromus grossus Desf. ex DC.
- Bromus himalaicus Stapf
- Bromus hordeaceus L., le brome mou
- Bromus inermis Leyss., le brome sans arêtes
- Bromus intermedius Guss., le brome intermédiaire
- Bromus interruptus (Hack.) Druce
- Bromus ircutensis Kom.
- Bromus japonicus Thunb.
- Bromus kalmii A. Gray
- Bromus kopetdaghensis Drobow
- Bromus laevipes Shear
- Bromus lanatus Kunth
- Bromus lanceolatus Roth, le brome à grands épillets
- Bromus latiglumis (Shear) Hitchc.
- Bromus lepidus Holmb.
- Bromus leptoclados Nees
- Bromus lithobius Trin.
- Bromus madritensis L., le brome de Madrid
- Bromus mango E. Desv.
- Bromus marginatus Nees ex Steud.
- Bromus maritimus (Piper) Hitchc.
- Bromus ornans Kom.
- Bromus oxyodon Schrenk
- Bromus pacificus Shear
- Bromus pannonicus Kumm. & Sendtn.
- Bromus parodii Covas & Itria
- Bromus pectinatus Thunb.
- Bromus polyanthus Scribn. ex Shear
- Bromus porteri (J. M. Coult.) Nash
- Bromus pratensis Lam.
- Bromus pseudodanthoniae Drobow
- Bromus pubescens Muhl. ex Willd.
- Bromus racemosus L., le brome en grappes
- Bromus ramosus Huds.
- Bromus remotiflorus (Steud.) Ohwi
- Bromus richardsonii Link
- Bromus rigidus Roth.
- Bromus riparius Rehmann
- Bromus rubens L.
- Bromus scoparius L.
- Bromus secalinus L., le brome faux-seigle
- Bromus segetum Kunth
- Bromus setifolius J. Presl
- Bromus severtzovii Regel
- Bromus sinensis Keng f.
- Bromus sitchensis Trin.
- Bromus squarrosus L., le brome raboteux
- Bromus stamineus E. Desv.
- Bromus stenostachyus Boiss.
- Bromus sterilis L., le brome stérile
- Bromus subvelutinus Shear
- Bromus syriacus Boiss. & Blanche
- Bromus tectorum L., le brome des toits
- Bromus tomentellus Boiss.
- Bromus tomentosus Trin.
- Bromus variegatus M. Bieb.
- Bromus vulgaris (Hook.) Shear
- Bromus willdenowii Kunth, Willdenow

## Espèces et variétés cultivées
Les variétés de deux espèces sont produites et cultivées comme plantes prairiales :
- le brome cathartique : 7 variétés sont inscrites au catalogue européen des espèces et variétés dont une au catalogue français.
- le brome sitchensis : 7 variétés sont inscrites au catalogue européen des espèces et variétés dont 4 au catalogue français.

Ces espèces sont cultivées de préférence en sols secs et légers, même légèrement calcaires. Les rendements sont importants et bien répartis sur l'année.
Après chaque exploitation, contrairement à la plupart des autres graminées fourragères, le brôme remonte en épis, ce qui entraîne une baisse d'appétence de la part du bétail.
Le brôme peut être utilisé pour l'implantation de prairies temporaires en mélange ou non.

## Consommateur
Le papillon de jour (rhopalocère) suivant se nourrit de Brome :
- Hespérie du brome, Échiquier, Carterocephalus palaemon (Hesperiidae).